# جک کلی (هنرپیشه)
جک کلی (انگلیسی: Jack Kelly؛ ۱۶ سپتامبر ۱۹۲۷ – ۷ نوامبر ۱۹۹۲) یک هنرپیشه اهل ایالات متحده آمریکا بود.
از فیلم‌ها یا برنامه‌های تلویزیونی که وی در آن نقش داشته است می‌توان به سیاره ممنوعه، عشق و بوسه‌ها اشاره کرد.

## اوایل زندگی
جان آگوستوس کلی جونیور. در آستوریا ، کوئینز ، نیویورک ، یکی از چهار فرزندش به دنیا آمد ، آن مری (نه والش) و جان آگوستوس کلی کلیه "جکی" ، از آنجا که او به عنوان کودک خوانده می شد ، از یک خانواده برجسته تئاتری بدست آمد. مادرش ، آن "نان" کلی ، بازیگر محبوب صحنه و مدل جان رابرت پاورز بوده است. کلی ارشد کارگزار بلیط تئاتر بود و پس از انتقال خانواده به هالیوود ، وارد تجارت املاک و مستغلات شد.
خواهرش ، بازیگر نامزد اسکار ، نانسی کلی ، یک بانوی برجسته در مقابل اسپنسر تریسی ، Tyrone Power و هنری فوندا در میان سایر افراد در طول 36 فیلم بود. دو خواهر و برادر دیگر وی ، کارول و ویلیام کلمنت (25 ژوئیه 1934 - 6 آوریل 1983) نیز سعی در نمایش تجارت داشتند کلی در جنگ جهانی دوم در سپاه هوایی ارتش ایالات متحده خدمت کرد.

## نگارخانه

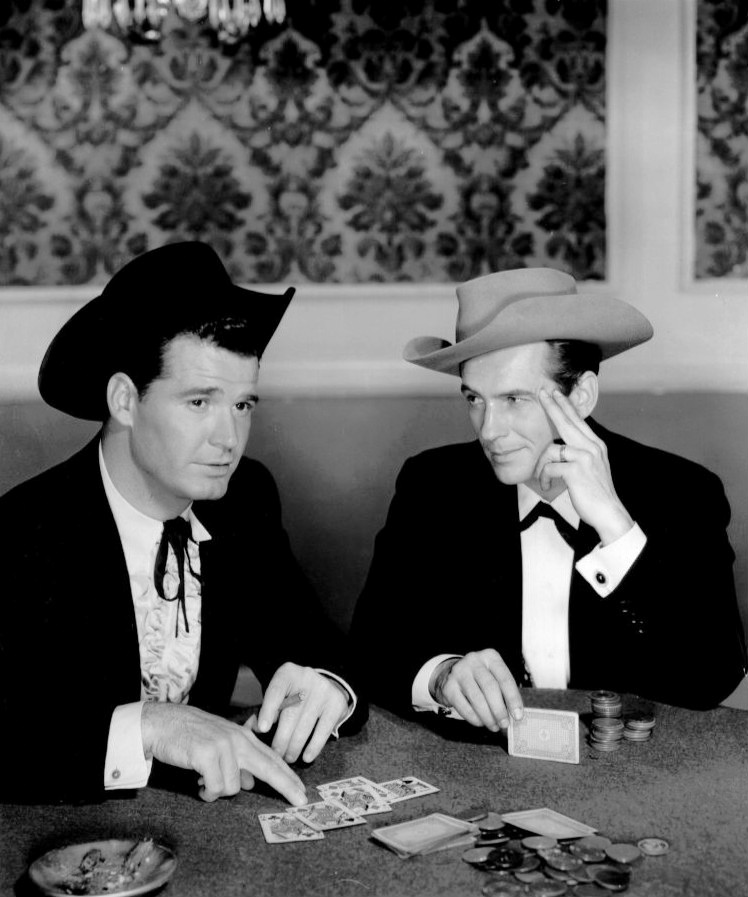
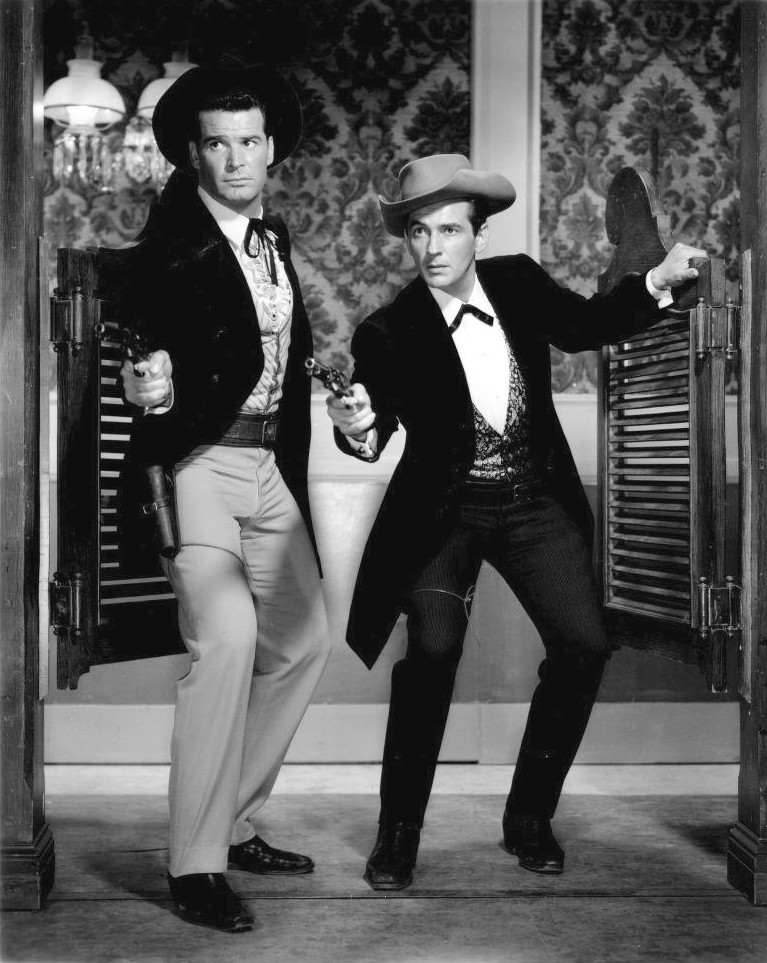
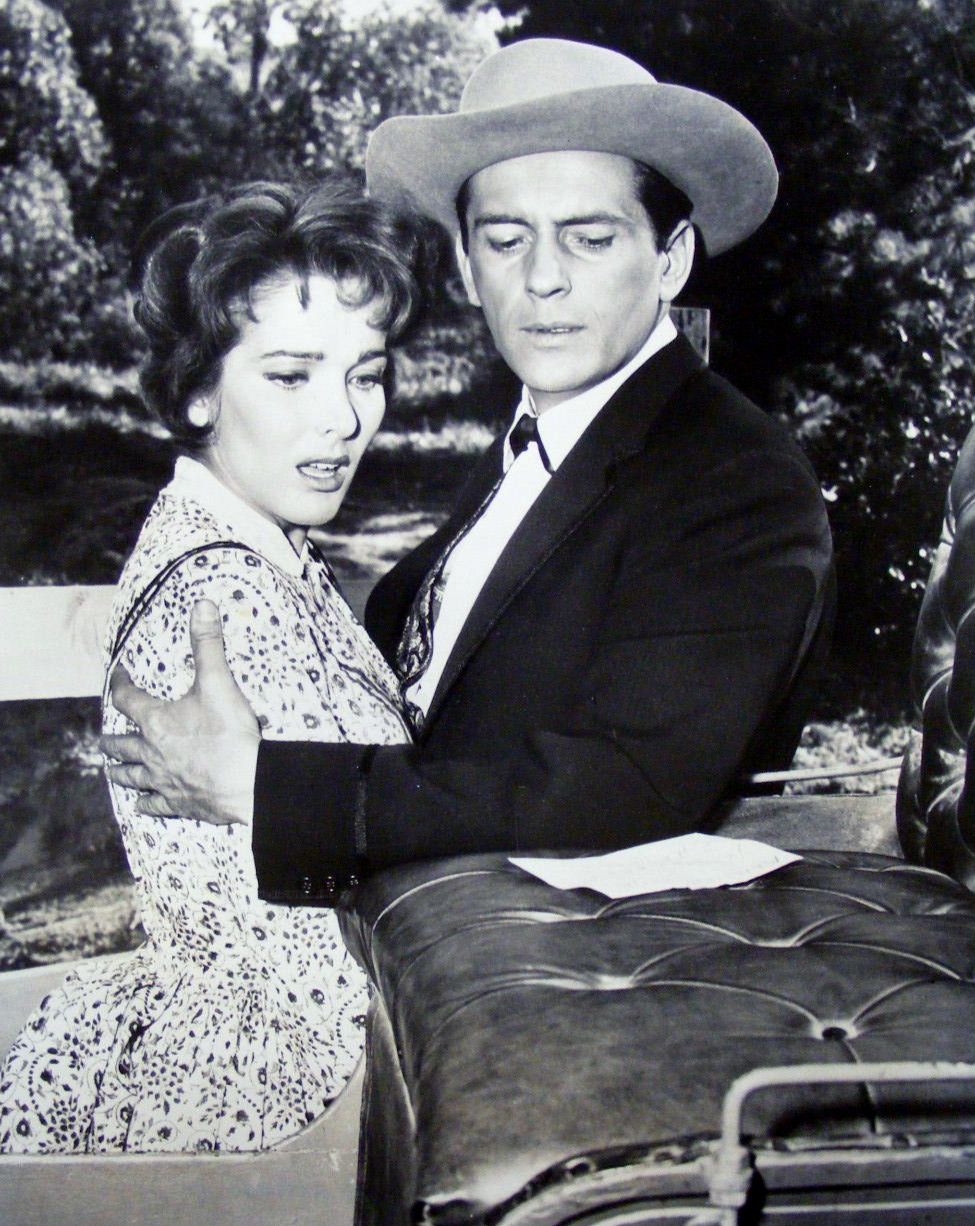
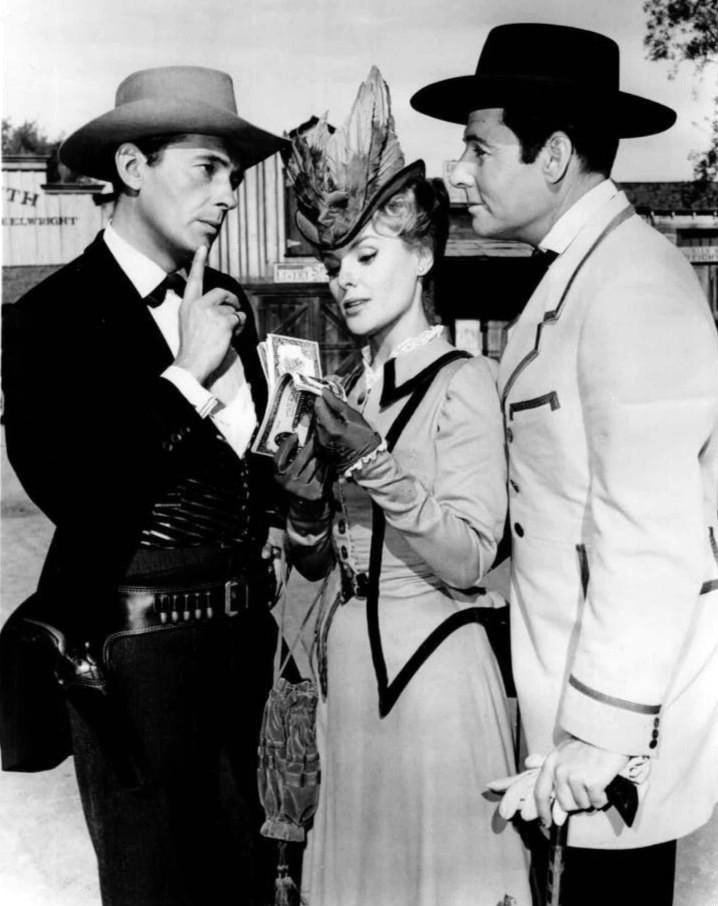